# Коген, Лазарь Фейерович
Лазарь Фейерович (Фёдорович) Коген (1897, Одесса, Российская империя — 1942, Сырецкий концентрационный лагерь, СССР, территория временно окуппированная Нацистской Германией) — советский футболист и тренер.

## Биография
Лазарь Коген с детства хромал и потому в молодости в футбол мог играть только вратарём. Физические данные не позволили добиться заметных достижений, потому уже в раннем возрасте он перешел на тренерскую работу. Под его руководством знаменитая команда одесских грузчиков «Местран», которую он и создал, в 1923—1926 годах трижды (по другим данным пять раз, так как чемпионат проводился по системе весна и осень) была чемпионом Одессы.

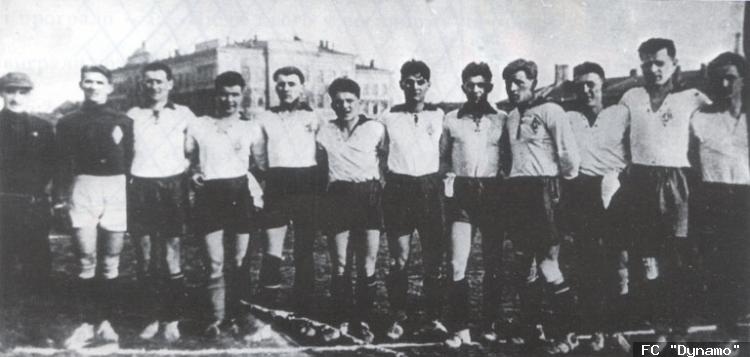
«Динамо» (Киев) 1929 года. Коген (слева)

В 1928 году он попал в киевское «Динамо», вступив в должность руководителя команды (должности главного тренера в те времена ещё не было и став фактически вторым главным тренером после Василия Бойко). Под руководством Когена динамовцы два раза выигрывали Динамиаду УССР (1931, 1933) и дважды становились финалистами (1929, 1932). Чтобы выбраться из зоны охватившего Украину Голодомором, Коген организовал в мае 1933 года длительную поездку команды по маршруту Баку — Тифлис — Эривань. Сыграв в Баку вничью 0:0, динамовцы совершали пересадку в Тифлисе, где проводник первого вагона поезда не разрешил посадку, поскольку их места были уже заняты, поэтому футболисты уехали в восьмом вагоне. Во время поездки поезд сошел с рельсов, первые вагоны пошли под откос, из-за чего погибли многие люди и лишь случайность спасла игроков «Динамо», которым трое суток пришлось ждать ремонта железнодорожного пути, чтобы добраться до Эриваня.
В начале 1935 года Коген возглавил сборную Куйбышева. Появление первого тренера (ранее тренерские функции в куйбышевских командах выполняли их капитаны) положительно отразилось на повышении класса игры местных футболистов. В апреле 1936 года сборная Куйбышева впервые в истории провела предсезонный сбор на юге — в Одессе, откуда был родом Коген. В подготовку игроков вошли системность и разнообразие (ранее тренировка ограничивалась лишь ударами мячом по воротам), была усовершенствована техника игры вратарей и др. Кроме того, Коген сумел впервые обратить на футбол внимание высших местных руководителей. Так, в июле 1935 года в доме отдыха, где готовилась команда, побывал разговаривавший с футболистами первый секретарь крайкома ВКП(б) Владимир Шубриков. А 8 мая 1936 вся сборная команда Куйбышева побывала на приёме в крайкоме ВКП(б) у его секретарей Шубрикова, Левина и главы крайисполкома Полбицына.
Позднее готовил «Динамо» (Казань) к играм первого розыгрыша Кубка СССР 1936 года, но без успеха — поражение дома в 1/16 финала от «ЗиС» (Москва) в Кубке СССР (1:2).
В конце сезона 1936 года вернулся в Киев.
После оккупации Киева был назначен «Директором городской конторы эстрады», а с 31 марта 1942 года директором театра «Киевское варьете». Арестован по жалобе директора театра оперетты Дымникова (в сентябре 1942 года по приказу немецкой администрации были закрыты и театр-варьете, и театр оперетты).
Вероятно погиб в Сырецком концлагере, известном как «Бабий Яр», в который попал после ареста, как еврей, в августе или сентябре 1942 года.

## Семья
С братьями Ароном и Орестом выступал в команде «Вега» (Одесса).

## Тренерские достижения
Чемпионат Украинской ССР
- Чемпион (2): 1931, 1933
- Вице-чемпион (2): 1929, 1932

Первенство СССР
- Победитель группы «В»: 1936 (осень)

Чемпионат Одессы
- Чемпион (3): 1923, 1924, 1926
- Вице-чемпион: 1925